# La Chapelle-Achard
La Chapelle-Achard ist eine ehemalige französische Gemeinde mit 2128 Einwohnern (Stand: 1. Januar 2021) im Département Vendée in der Region Pays de la Loire; sie gehörte zum Arrondissement Les Sables-d’Olonne und zum Kanton Talmont-Saint-Hilaire (bis 2015: Kanton La Mothe-Achard). Die Einwohner werden Chapelois genannt. 
La Chapelle-Achard wurde mit Wirkung vom 1. Januar 2017 mit La Mothe-Achard zur Commune nouvelle Les Achards zusammengelegt. Der ursprüngliche Status als Commune déléguée wurde in einer Sitzung des Gemeinderats am 28. August 2023 widerrufen.

## Geographie
La Chapelle-Achard liegt etwa 22 Kilometer westsüdwestlich von La Roche-sur-Yon und etwa 18 Kilometer nordöstlich von Les Sables-d’Olonne. Umgeben wird La Chapelle-Achard von den Nachbarorten Saint-Julien-des-Landes im Norden und Nordwesten, La Mothe-Achard im Norden, Sainte-Flaive-des-Loups im Osten, Le Girouard im Osten und Südosten, Grosbreuil im Süden und Südosten, Saint-Mathurin im Westen und Südwesten sowie Vairé im Westen.

## Bevölkerungsentwicklung
| Jahr                      | 1962 | 1968 | 1975 | 1982 | 1990 | 1999  | 2006  | 2012  |
| ------------------------- | ---- | ---- | ---- | ---- | ---- | ----- | ----- | ----- |
| Einwohner                 | 694  | 711  | 692  | 807  | 860  | 1.009 | 1.434 | 1.858 |
| Quelle: Cassini und INSEE |      |      |      |      |      |       |       |       |

## Sehenswürdigkeiten
- Kirche Notre-Dame-de-l’Annonciation

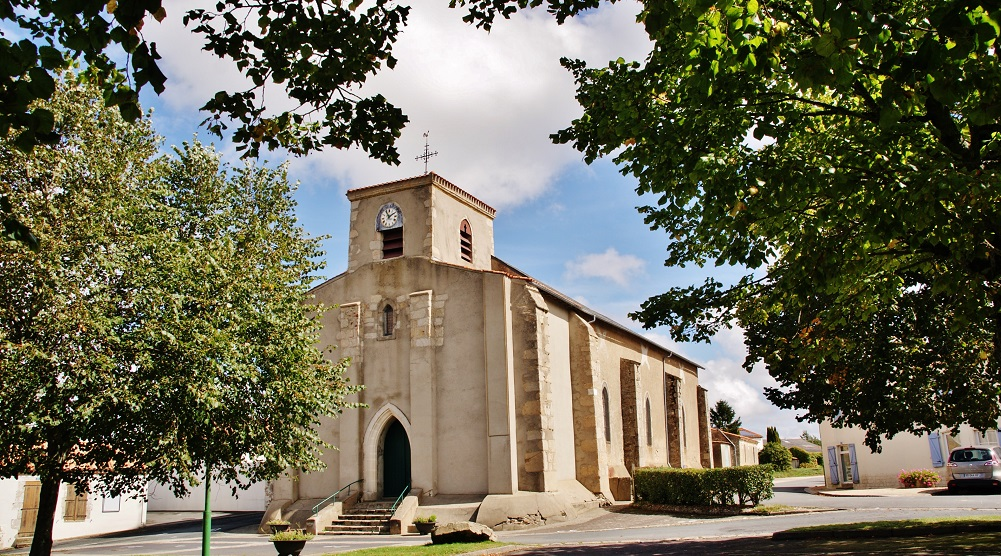
Kirche Notre-Dame-de-l’Annonciation